# Welch, West Virginia
Welch är administrativ huvudort i McDowell County i West Virginia i USA. Orten har fått sitt namn efter lantmätaren Isaiah A. Welch. Enligt 2010 års folkräkning hade Welch 2 406 invånare.